# Dave Burrell
Herman Davis Burrell (Middletown, Ohio, 10 de septiembre de 1940) es un pianista y compositor estadounidense de free jazz y jazz contemporáneo.

## Historial
Realiza su formación superior en Hawái, donde se había instalado su familia, y después en la Berklee School (1961-65) donde estudia arreglo y composición, antes de instalarse en Nueva York. Trabajó con Marion Brown, Granchan Moncur III, Pharoah Sanders y Stanley Cowell, a la vez que funda su propio grupo, "Untraditional Jazz Improvisational Team", con el que graba su primer disco en 1965, una versión free del "West Side Story" de Leonard Bernstein. Finalmente, en 1969, se incorpora con carácter estable al grupo de Archie Shepp, con quien permanecerá hasta 1976.
Instalado en París, compone y graba varias suites, inspiradas en elementos diversos, desde la música argelina (Echo) hasta Puccini (La vie de bohéme), además de tocar y grabar con Roscoe Mitchell, Sonny Sharrock, y desarrollar una agitada actividad como solista, revisando las obras de los grandes pianistas del jazz, desde Jelly Roll Morton hasta Cecil Taylor. En 1979 estrena una versión para piano y orquesta de su ópera Windward passages. En los años 1980 tocaría frecuentemente con el saxofonista David Murray.

## Estilo
Burrell no es un gran técnico del instrumento, aunque ha sabido utilizar de forma muy personal todas las posibilidades del piano. Tiene un estilo enérgico y desabrido, con uso sistemático del pedal y del ostinato, a la vez que desarrolla sus líneas melódicas con una gran economía de notas. Se especializó en el trabajo sobre composiciones de Thelonius Monk.

## Discografía

### Como líder
- 1965 High - Douglas Records
- 1968 High Won-High Two - Black Lion Records
- 1969 La Vie de Bohème - BYG Actuel
- 1969 Echo - BYG Actuel
- 1976 In: Sanity - Black Saint
- 1977 Black Spring - sólo piano, Marge Records
- 1978 Dave Burrell Plays Ellington & Monk - Denon Records
- 1978 Lush Life - Denon Records
- 1979 Windward Passages - hatART
- 1979 Round Midnight - Columbia Records
- 1989 Daybreak - Gazell Records
- 1991 In Concert - Victo Records
- 1991 The Jelly Roll Joys - Gazell Records
- 1993 Windward Passages - Black Saint
- 1993 Brother to Brother - Gazell Records
- 2001 Recital - CIMP
- 2004 Expansion - High Two
- 2005 Margy Pargy - Splasc(H)
- 2005 After Love - Universal International
- 2006 Consequences - Amulet
- 2006 Momentum - High Two
- 2010 Dave Burrell Plays His Songs - RAI Trade

### Como acompañante
Con Marion Brown
- Three for Shepp (Impulse!, 1966)

Con David Murray
- Hope Scope (Black Saint, 1987)
- Ballads (DIW, 1988)
- Deep River (DIW, 1988)
- Spirituals (DIW, 1988)
- Lovers (DIW, 1988)
- Tenors (DIW, 1988)
- Lucky Four (Tutu, 1989)
- Remembrances (DIW, 1990)
- Fast Life (DIW/Columbia, 1991)
- Death of a Sideman (DIW, 1991)
- Picasso (DIW, 1992)

Con el Odeon Pope Saxophone Choir
- Epitome (Soul Note, 1993)

Con Archie Shepp
- Blasé (BYG Actuel, 1969)
- Black Gipsy (America, 1969)
- Pitchin Can (America, 1969)
- Live at the Pan-African Festival (BYG Actuel, 1969)
- Yasmina, a Black Woman (BYG Actuel, 1969)
- The Way Ahead (Impulse!, 1969)
- For Losers (Impulse!, 1971)
- Things Have Got to Change (Impulse!, 1971)
- The Cry of My People (Impulse!, 1972)
- Attica Blues (Impulse!, 1972)
- Kwanza (Impulse!, 1974)
- There's a Trumpet in My Soul (Arista Freedom, 1975)
- Montreux One (Arista Freedom, 1975)
- Montreux Two (Arista Freedom, 1975)
- A Sea of Faces (Black Saint, 1975)
- Body and Soul (Horo, 1975)
- U-Jaama Unite (Unitelidis, 1975)
- Jazz a Confronto 27 (Horo, 1976)

Con Sonny Sharrock
- Black Woman (Vortex, 1969)